# Leviathan (film fra 2014)
 For alternative betydninger, se Leviathan. (Se også artikler, som begynder med Leviathan)
Leviathan (russisk: Левиафан, translit.: Leviafan) er en russisk spillefilm fra 2014 instrueret af Andrej Zvjagintsev.

## Medvirkende
- Aleksej Serebrjakov som Kolja
- Roman Madjanov som Vadim
- Vladimir Vdovitjenkov som Dima
- Jelena Ljadova som Lilja
- Sergej Pokhodajev som Roma